# روبرتو لورنزيني
روبرتو لورنزيني (بالإيطالية: Roberto Lorenzini)‏ هو لاعب كرة قدم ومدرب كرة قدم إيطالي في مركز الدفاع، ولد في 9 يوليو 1966 في ميلانو في إيطاليا. شارك مع منتخب إيطاليا تحت 21 سنة لكرة القدم. أما مع النوادي، فقد لعب مع إيه سي ميلان ونادي أنكونا ونادي بياتشينزا ونادي تورينو ونادي جنوى ونادي كومو ونادي لوكيزي.